# Aeroportul Kengtung
Aeroportul Kengtung (IATA: KET, ICAO: VYKG) este un aeroport din Kengtung⁠(d), Kengtung Township⁠(d), Kengtung District⁠(d), Statul Shan, Myanmar.
Situat la o altitudine de 2.382 m, aeroportul dispune de o singură pistă.